# Tổng thống Botswana
Tổng thống Cộng hòa Botswana là nguyên thủ quốc gia, người đứng đầu chính phủ của Botswana và tổng tư lệnh Lực lượng Phòng vệ Botswana. Tổng thống do Quốc hội bầu, bãi nhiệm và thường là lãnh đạo của đảng lớn nhất trong Quốc hội. Nhiệm kỳ của tổng thống là năm năm và tổng thống không được giữ chức vụ quá mười năm. Tổng thống đương nhiệm là Duma Boko, nhậm chức vào ngày 1 tháng 11 năm 2024 sau cuộc tổng tuyển cử năm 2024.

## Nhiệm kỳ
Tổng thống do Quốc hội bầu ra. Nhiệm kỳ của tổng thống theo nhiệm kỳ của Quốc hội. Giới hạn nhiệm kỳ của tổng thống được quy định lần đầu tiên vào năm 1997 dưới thời tổng thống Quett Masire. Từ năm 1998, tổng thống không được giữ chức vụ quá mười năm. Nguyên tổng thống được hưởng lương hưu.

## Bầu cử
Một ứng cử viên nghị sĩ Quốc hội tuyên bố ủng hộ một ứng cử viên tổng thống khi nộp hồ sơ ứng cử và ứng cử viên nhận được quá nửa tổng số ủng hộ của các nghị sĩ Quốc hội trúng cử được bầu làm tổng thống. Trong trường hợp không có ứng cử viên nào nhận được quá nửa tổng số ủng hộ thì Quốc hội bầu tổng thống theo quá nửa tổng số nghị sĩ Quốc hội. Nếu không có tổng thống nào được bầu sau tối đa năm lần bỏ phiếu hoặc nếu chủ tịch Quốc hội xác định không có ứng cử viên nào có đủ sự ủng hộ để được bầu làm tổng thống thì phải tổ chức tổng tuyển cử mới. Trên thực tế, tổng thống là lãnh đạo của đảng hoặc liên minh chiếm đa số trong Quốc hội 

## Nhiệm vụ và quyền hạn
Tổng thống thực hiện quyền hành pháp và phải tham khảo ý kiến của Nội các về các vấn đề chính sách và việc thực hiện nhiệm vụ, quyền hạn. Tổng thống bổ nhiệm bộ trưởng, thứ trưởng trong số nghị sĩ Quốc hội, tổng chưởng lý, viện trưởng Viện công tố, thẩm phán Tòa án tối cao và thẩm phán Tòa án phúc thẩm. Tổng thống công bố luật của Quốc hội và có thể đề nghị Quốc hội xem xét lại. Trong trường hợp Quốc hội thông qua lại dự luật thì tổng thống phải công bố hoặc giải tán Quốc hội chậm nhất là 21 ngày kể từ ngày tiếp nhận dự luật. Tổng thống có quyền tuyên bố tình trạng khẩn cấp và quyết định ân xá, giảm án, hoãn thi hành án sau khi tham khảo ý kiến của Ủy ban cố vấn về ân xá.

## Danh sách tổng thống Botswana
†  Qua đời khi đang giữ chức vụ
| No. | Hình | Họ tên (Năm sinh – Năm mất)       | Bầu cử              | Nhiệm kỳ            | Nhiệm kỳ               | Nhiệm kỳ              | Đảng (Liên minh)                                       |
| No. | Hình | Họ tên (Năm sinh – Năm mất)       | Bầu cử              | Nhậm chức           | Mãn nhiệm              | Thời gian giữ chức vụ | Đảng (Liên minh)                                       |
| --- | ---- | --------------------------------- | ------------------- | ------------------- | ---------------------- | --------------------- | ------------------------------------------------------ |
| 1   |      | Seretse Khama (1921–1980)         | 1965 1969 1974 1979 | 30 tháng 9 năm 1966 | 13 tháng 7 năm 1980[†] | 13 năm, 287 ngày      | Đảng Dân chủ Botswana                                  |
| 2   |      | Quett Masire (1925–2017)          | 1984 1989 1994      | 18 tháng 7 năm 1980 | 31 tháng 3 năm 1998    | 17 năm, 256 ngày      | Đảng Dân chủ Botswana                                  |
| 3   |      | Festus Mogae (sinh năm 1939)      | 1999 2004           | 1 tháng 4 năm 1998  | 1 tháng 4 năm 2008     | 10 năm                | Đảng Dân chủ Botswana                                  |
| 4   |      | Ian Khama (sinh năm 1953)         | 2009 2014           | 1 tháng 4 năm 2008  | 1 tháng 4 năm 2018     | 10 năm                | Đảng Dân chủ Botswana                                  |
| 5   |      | Mokgweetsi Masisi (sinh năm 1961) | 2019                | 1 tháng 4 năm 2018  | 1 tháng 11 năm 2024    | 6 năm, 214 ngày       | Đảng Dân chủ Botswana                                  |
| 6   |      | Duma Boko (sinh năm 1969)         | 2024                | 1 tháng 11 năm 2024 | Đương nhiệm            | 177 ngày              | Mặt trận Dân tộc Botswana (Liên minh Thay đổi Dân chủ) |